# Setge de Girona de 1809
El setge de Girona de 1809 fou el tercer dels setges napoleònics de Girona, en el qual la ciutat de Girona acabà rendint-se a les tropes franceses que havien començat la invasió d'Espanya el 1808. La Grande Armée va assetjar la ciutat de Girona durant set mesos, del 6 de maig al 12 de desembre de 1809. Girona tenia una importància estratègica perquè controlava la carretera principal entre França i Espanya.
Uns 32.000 efectius francesos i westfalians van assetjar la ciutat. El general Laurent de Gouvion Saint-Cyr va estar al comandament dels francesos durant bona part del setge. El mariscal Pierre Augereau va prendre el comandament després del 12 d'octubre.
La defensa a ultrança de la ciutat, amb uns 9.000 efectius i milicians, fou liderada pel general Mariano Álvarez de Castro, governador militar de la plaça de Girona d'ençà del febrer de 1808. Girona va aguantar fins que la malaltia i la fam la van obligar a capitular.
Encara que molt superats en nombre, els defensors van forçar un llarg setge, i gran part de l'exèrcit francès va ser capturat durant una temporada de la campanya. La batalla es va convertir en llegendària al llarg de la Guerra d'Independència i Álvarez es va convertir en un heroi nacional.

## Antecedents
Napoleó va declarar el Bloqueig Continental el 1806 a Berlín, amb el qual prohibia als britànics les importacions de l'Europa continental. Dos països romangueren neutrals: Suècia i el Regne de Portugal. Després de la signatura del Tractat de Tilsit el 1807 amb Alexandre I de Rússia, Napoleó va decidir atacar els ports portuguesos.
El 27 d'octubre, el Regne d'Espanya i el Primer Imperi Francès van signar el Tractat de Fontainebleau, pel qual es repartiria Portugal en tres regnes: el nou Regne de la Lusitània nord, L'Algarve (incloent-hi l'Alentejo), i la resta quedaria com el Regne de Portugal. El novembre, després del rebuig de Joan VI de Portugal a participar en el Bloqueig Continental, Napoleó va enviar l'exèrcit de Jean-Andoche Junot per envair Portugal, mentre el general Pierre Dupont de l'Étang anava en direcció a Cadis i el mariscal Nicolas Jean de Dieu Soult cap a La Corunya. L'exèrcit portuguès estava posicionat per defensar els ports contra una invasió anglesa, i Lisboa va caure l'1 de desembre, i el 29 de desembre de 1807 la reina Maria I de Portugal i el Príncep Joan, el regent, van fugir a Rio de Janeiro amb tota la cort i van establir-hi la nova capital.
Les primeres tropes franceses entren a Espanya per Catalunya el 9 de febrer de 1808, comandades pel general Guillaume Philibert Duhesme. Posteriorment entren les tropes de Joseph Chabran, que ocupen el Castell de Sant Ferran de Figueres després de la batalla del Roure, Honoré Charles Reille i Laurent Gouvion Saint-Cyr. El 13 de febrer de 1808 entren a Barcelona amb 5.427 homes i 1.830 cavalls, fent parada de camí a la seva destinació final, Cadis, però el 29 de febrer els francesos ocupen per sorpresa la Ciutadella i el Castell de Montjuïc. L'abril de 1808, després d'aconseguir l'abdicació de Carles IV i Ferran VII a Baiona, Napoleó va nomenar rei Josep I Bonaparte.
Arreu de Catalunya comencen enfrontaments locals com la crema de paper segellat a Manresa o la constitució de la Junta de Govern i Defensa a Lleida. El 6 i 14 de juny es donen els primers incidents bèl·lics importants a la batalla del Bruc, i la batalla de Bailèn el juliol de 1808.
Les forces de Saint-Cyr derroten les tropes de Vives a la batalla de Llinars i entren a la capital de Catalunya el 17 de desembre de 1808, gràcies al qual s'evita el bloqueig de Barcelona. Amb el front estabilitzat fins a la batalla de Valls, el 25 de febrer de 1809, la derrota espanyola permet que el 26 de febrer les tropes franceses entrin a Reus, d'on no van marxar fins al 1814.

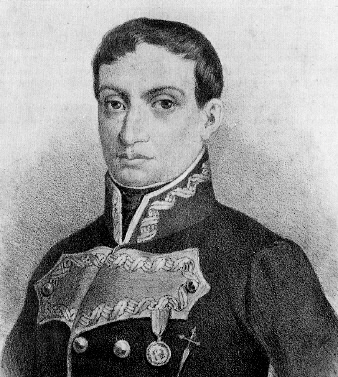
General Mariano Álvarez de Castro

El 1809 el general Álvarez, comandant del castell de Montjuïc a Barcelona, va rebre l'ordre dels seus superiors de lliurar el castell als francesos, tot i que s'havia preparat per resistir. Álvarez va deixar Barcelona i es va unir als rebels contra el domini francès.
El govern espanyol a Cadis el va nomenar comandant de l'exèrcit de Catalunya i governador de Girona. La ciutat de Girona es trobava a la carretera principal entre França i Espanya, per la qual cosa tenia una importància estratègica. Els francesos havien assetjat la ciutat dues vegades l'any anterior, primer a la batalla de Girona del 20 al 21 de juny, i després al segon setge de Girona de tres setmanes del 24 de juliol al 16 d'agost; ambdues vegades van haver de retirar-se.
Prenent el comandament de la ciutat l'1 de febrer de 1809, Álvarez va començar immediatament a preparar la seva defensa, demanant provisions per a 7.000 homes. La ciutat de Girona en aquella època tenia entre 13.000 i 14.000 habitants, i la defensava una guarnició d'uns 5.700 habitants. Els defensors de Girona incloïen mercenaris irlandesos pertanyents al Regiment Ultònia. Les dones de la ciutat es van organitzar en una companyia de Santa Bàrbara per atendre els malalts i ferits, transportar municions i altres tasques. L'1 d'abril, Álvarez va proclamar el seu famós edicte, segons el qual, si la ciutat fos atacada, executaria immediatament qualsevol que esmentés la rendició o la capitulació. El 3 de maig es van repartir armes a 1717 voluntaris.
Les fortificacions de Girona eren antiquades, ja que no s'havia fet res per modernitzar-les des de la Guerra de Successió cent anys abans. Les muralles medievals eren fines, de manera que sovint no podien suportar l'artilleria. La zona del Mercadal, a l'oest del riu Onyar, estava particularment ben fortificada. Els francesos no la van atacar, però, per por dels perills del foc d'artilleria des de les altures de Girona i de la dificultat de la lluita al carrer després de la seva recent experiència al segon setge de Saragossa a començament d'any. Les fortificacions de les muralles van ser augmentades per bastions circumdants com la Mercè i Santa Maria per l'Onyar al sud i el nord de Girona, respectivament, i els diversos forts i reductes (caputxins, capítols, calvari, etc.) al llarg de la cresta de la muntanya darrere de Girona. Tot i que el castell de Montjuïc, just al nord de Girona, estava ben proveït de canons, hi havia menys de 300 homes experimentats amb artilleria. No obstant això, Álvarez va aprofitar al màxim les defenses.

## El setge

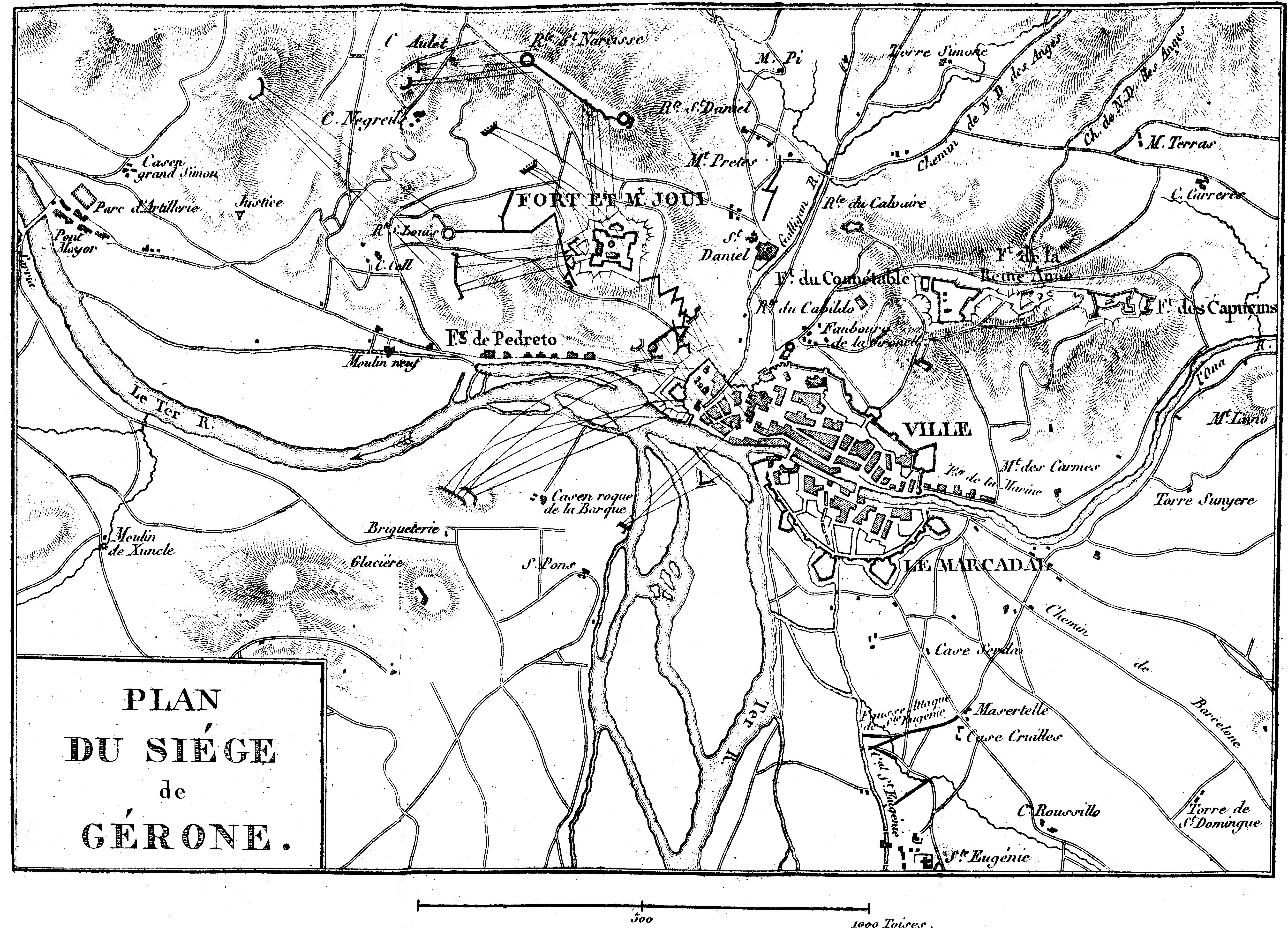
Planol del setge de Girona del bandol francés

El 2 de maig de 1809, l'exèrcit francès liderat pel general Laurent Gouvion Saint-Cyr inicià el setge de la plaça militar de Girona, (una peça estratègica en la ruta de proveïment des de França cap a la península, per tal com controlava la via d'accés a Catalunya i la resta de ciutats espanyoles) va començar a instal·lar bateries d'artileria i fortificacions, muntant 40 bateries d'armes. Les forces franceses estaven formades per més de 17.000 homes dirigits pel general Honoré Charles Reille, aviat substituït pel general Jean-Antoine Verdier, compromès amb el setge, i 15.000 homes addicionals en un exèrcit de cobertura dirigit per Saint-Cyr, utilitzat per protegir i reforçar el setge.
Aquell mateix febrer, la Junta Central havia nomenat el general Mariano Álvarez de Castro governador de la plaça, després de la seva rendició forçada del castell de Montjuïc a Barcelona davant les tropes franceses. Aquest cop, Álvarez estava disposat a no repetir la humiliació soferta a Barcelona i pretenia de fer una defensa a ultrança de la ciutat, sense capitulacions, rendicions o desercions.
És per això que emeté un ban castigant la deserció amb la pena de mort. Per la seva banda, el clergat gironí esperonà els ànims de les classes populars a participar en la defensa de la ciutat, en contra d'un enemic endèmic com eren els francesos, assetjadors històrics de Girona.
El 12 de juny, Álvarez va rebutjar els termes d'una treva oferta, i Saint-Cyr va ordenar iniciar el bombardeig després de la mitjanit del 13 al 14 de juny. Durant els propers set mesos, es van disparar unes 20.000 bombes i granades i 80.000 boles de canó a la ciutat i al castell adjacent de Montjuïc.

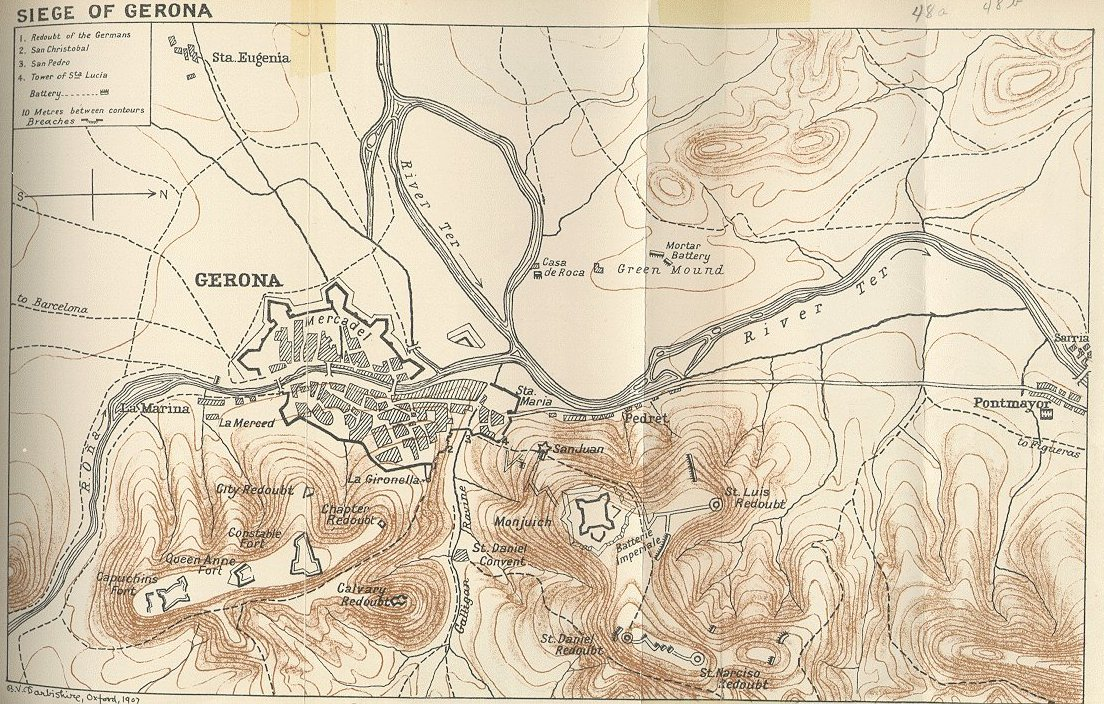
Mapa del Tercer Setge de Girona el 1809 que indica les defenses de la ciutat i els desplegaments francesos per la ciutat. El nord es troba a la dreta.

Després de tres setmanes de bombardeig intens, el 7 de juliol els francesos van intentar prendre el castell per assalt frontal. Verdier va emprar 2.500 homes en l'intent i, tot i que els canons del fort havien estat silenciats, encara va perdre més de mil homes a causa d'un incessant foc de mosquets. Els francesos es van veure obligats a retirar-se. Van reprendre el bombardeig del fort, reduint a ruïnes el castell. Quan faltava poca aigua i les obres de setge franceses arribaven al fossat del castell, l'11 d'agost els defensors restants del castell van agafar els subministraments que van poder, van evacuar a Girona i van fer esclatar el castell. Quedava poc del castell quan els francesos van prendre possessió. Alvarez va barricar i atrinxerar la ciutat, i el setge va continuar durant quatre mesos més. Els intents d'alleujament de la ciutat del general Joaquín Blake van ser febles i van tenir un èxit mínim. Els reforços de només 3.600 efectius van poder entrar a Girona durant el setge.

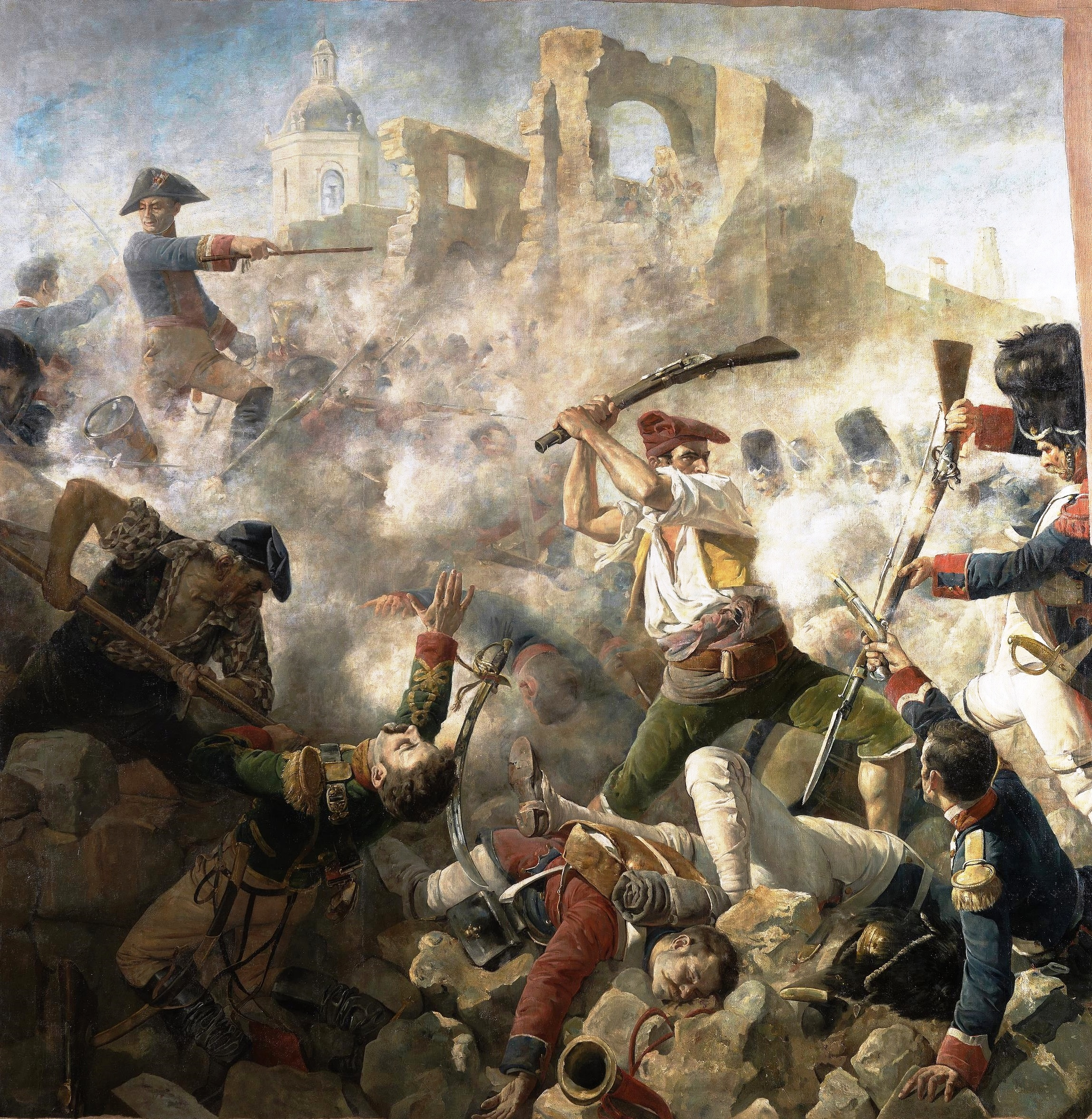
El Gran dia de Girona, versió realitzada per César Álvarez Dumont.

L'estratègia francesa havia estat prendre Montjuïc, després del qual s'esperava que Girona es rendís, però al setembre es va rebutjar una altra petició dels francesos perquè els espanyols es rendissin. Els francesos van començar el seu primer assalt directe contra la ciutat el 19 de setembre. El bombardeig incessant, ara també proper a Montjuïc, havia trencat diversos forats a les muralles defensives al nord de la ciutat. Després de sagnants combats cos a cos i repetides agressions foren rebutjades, els francesos finalment abandonaren l'intent i es retiraren. Els francesos van perdre 624 soldats en l'atac, mentre que els espanyols van perdre 251. L'esdeveniment va desmoralitzar els francesos i va unir els defensors.
Dins de la ciutat, Álvarez comptava amb militars amb experiència com Blas de Fournás, Guillermo Minali o Francesc Satué, diversos regiments regulars –entre ells el regiment Ultònia–, la milícia dels miquelets, la companyia de Santa Bàrbara, formada per dones, i tots els gironins voluntaris –o forçats– a participar en la defensa de la ciutat, enquadrats dins la Cruzada Gerundense. En suma, eren unes 5.600 persones més o menys preparades i equipades per lluitar contra les tropes franceses, que arribaren a ser 35.000, esplèndidament equipades i proveïdes.
Forces que componien la guarnició de Girona, des del 6 de maig de 1809, i fins a la capitulació l'11 de desembre:
- Regiment d'Ultònia (800 homes el 6 de maig) (250 homes l'11 de desembre)
- Regiment de Borbó (1.330 homes el 6 de maig) (360 homes l'11 de desembre)
- 2n Batalló de Voluntaris de Barcelona (1.125 homes el 6 de maig) (378 homes l'11 de desembre)
- 1r Batalló de Miquelets de Vic (600 homes el 6 de maig) (250 homes l'11 de desembre)
- 1r Batalló de Miquelets de Girona (1.120 homes el 6 de maig) (380 homes l'11 de desembre)

Bandera del terç de Miquelets

Total Infanteria (4.945 homes el 6 de maig) (1.618 homes l'11 de desembre)
- Esquadró de Sant Narcís (108 homes el 6 de maig) (50 homes l'11 de desembre)
- Reial Cos d'Artilleria (278 homes el 6 de maig) (140 homes l'11 de desembre)
- Miquelets del II Terç de Girona (agregats a l'artilleria) (240 homes el 6 de maig) (100 homes l'11 de desembre)
- Mariners de la Costa (agregats a l'artilleria) (130 homes el 6 de maig) (90 homes l'11 de desembre)
- Sapadors minadors (22 homes el 6 de maig) (10 homes l'11 de desembre)

Total Auxiliars (778 homes el 6 de maig) (390 homes l'11 de desembre)
Total (5.723 homes el 6 de maig) (2.008 homes l'11 de desembre)
La ciutat no disposava ni d'armes, ni d'unes muralles en condicions –que ja havien patit dos setges anteriorment–, ni de provisions alimentàries per a la ciutat i les tropes, ni d'unes condicions higièniques adequades que permetessin d'evitar l'aparició d'epidèmies, per la qual cosa les carències no tardaren a aparèixer, sobretot la fam i les malalties que assolaren la majoria de gironins i combatents.

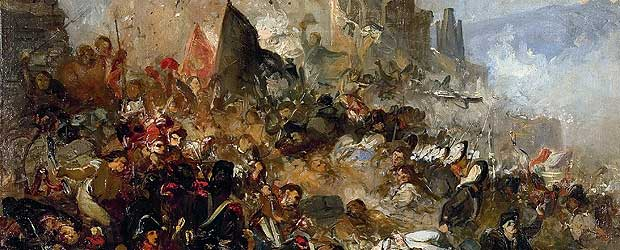
El setge de Girona de 1809 de Ramon Martí i Alsina

Cap a finals de setembre, el general Saint-Cyr va deixar el seu comandament, enfadat pel fet de ser substituït com a cap de la força francesa i aliada. Va deixar les tropes sense comandant general durant diversos dies, en clara desobediència de les ordres rebudes al juny. Va ser substituït pel mariscal Augereau, que va assumir el comandament del setge el 12 d'octubre. Després dels sagnants compromisos d'agost i setembre, els francesos van adoptar una estratègia més pacient, intentant forçar la rendició per inanició i malaltia.
Al desembre, Álvarez, greument malalt fou incapacitat per la junta militar de la ciutat, va lliurar el comandament al brigadier Juan Bolívar. La ciutat encara resistia, malgrat les malalties, la nul·la provisió d'aliments, els bombardeigs i el degoteig constant de morts. Els francesos havien pres diverses fortificacions importants de la ciutat, i els espanyols es retiraven a la mateixa ciutat.
Dos dies després, el 12 de desembre, el nou governador de la plaça Julián de Bolívar signà la rendició incondicional de la plaça i la ciutat va capitular finalment davant Augereau. Al bàndol espanyol, s'estima que uns 10.000 soldats i civils van morir durant el setge, principalment per malalties o fam. Només van sobreviure uns 8000 dels 14.000 habitants originals de la ciutat, mentre que uns 3000 soldats minvats restaven per rendir-se. Les pèrdues franceses van ser d'aproximadament 14.000, més de la meitat de les malalties.

## Conseqüències

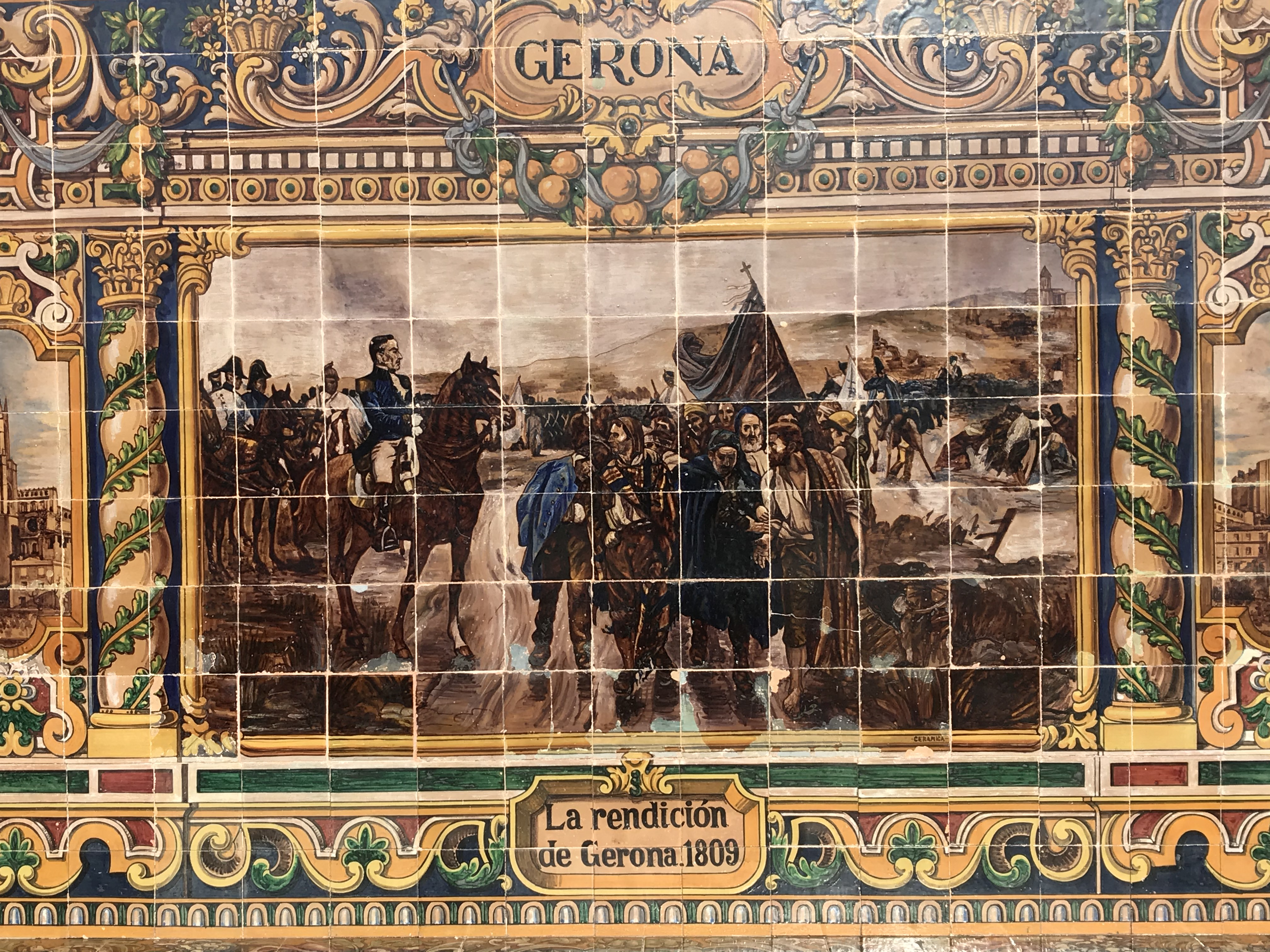
Mosaic de la plaça d'Espanya (Sevilla) on és representa la rendició de Girona

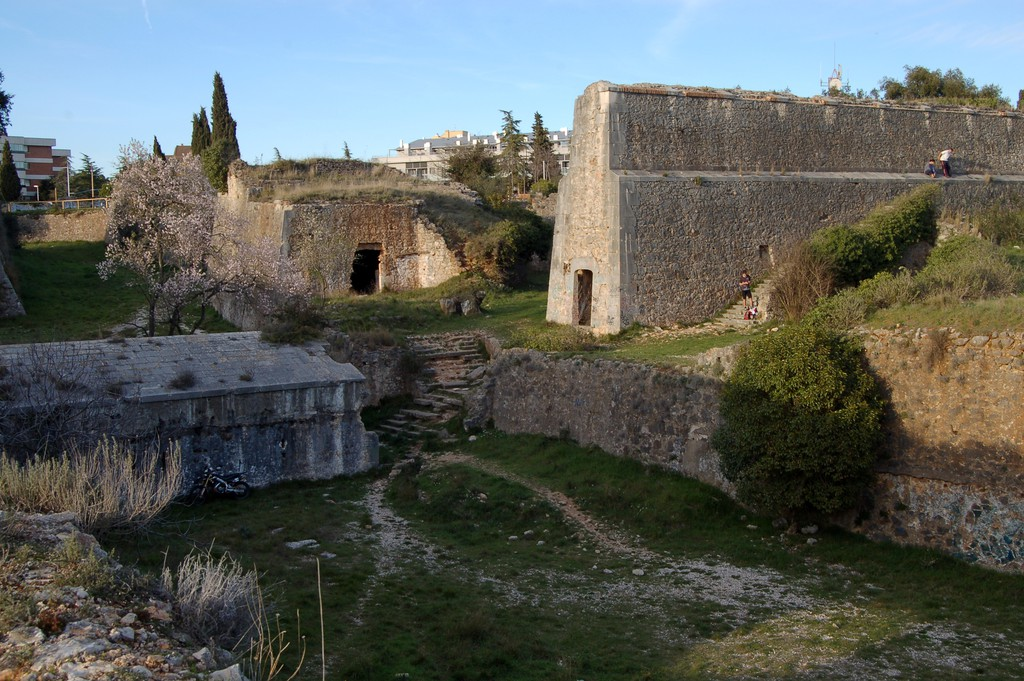
Restes del castell de montjuïc

Després de l'extens bombardeig d'artilleria i els set mesos de setge, la ciutat de Girona era pràcticament inhabitable. Quedava poc valor a la ciutat per als francesos. Com va descriure Charles Oman a la seva Història de la guerra de la Península (1908), Girona 
... presentava una vista melancòlica de cases sense sostre o amb una o dues parets laterals enderrocades, de carrers bloquejats per la maçoneria caiguda d'esglésies o torres, sota els quals es trobaven parcialment enterrats els cadàvers mig deteriorats. Els espais oberts estaven esquitxats de mosquetons trencats, draps ensangonats, rodes d'armes i carros minusvàlids, fragments de petxines i ossos de cavalls i mules la carn dels quals s'havia menjat. La pudor era tan terrible que Augereau va haver de mantenir les seves tropes fora del lloc, de manera que no s'hagués de crear infecció entre elles.
Al darrere quedava una ciutat destruïda i uns 5.000 morts que la lluita, la fam o les malalties havien causat.
Malgrat la mala salut d'Alvarez, els francesos el van empresonar a Perpinyà, a ell i als altres oficials de Girona el 23 de desembre. Al cap d'un mes, va ser portat a judici per traïció al castell de Sant Ferran de Figueres. El 21 de gener de 1810, l'endemà de l'arribada al castell, Álvarez va ser trobat mort a la seva cel·la, on morí a causa de la seva malaltia, o com es digué anys més tard a causa d'un enverinament provocat pels francesos.
Tanmateix, a causa dels llargs retards i les fortes pèrdues patides pels francesos, la resistència de la ciutat va servir als propòsits espanyols. El setge havia establert l'exèrcit francès durant tota una temporada de campanya. La batalla es va convertir en llegendària al llarg de la Guerra d'Independència espanyola, reunint la resistència nacional, i Álvarez es va convertir en un heroi nacional.

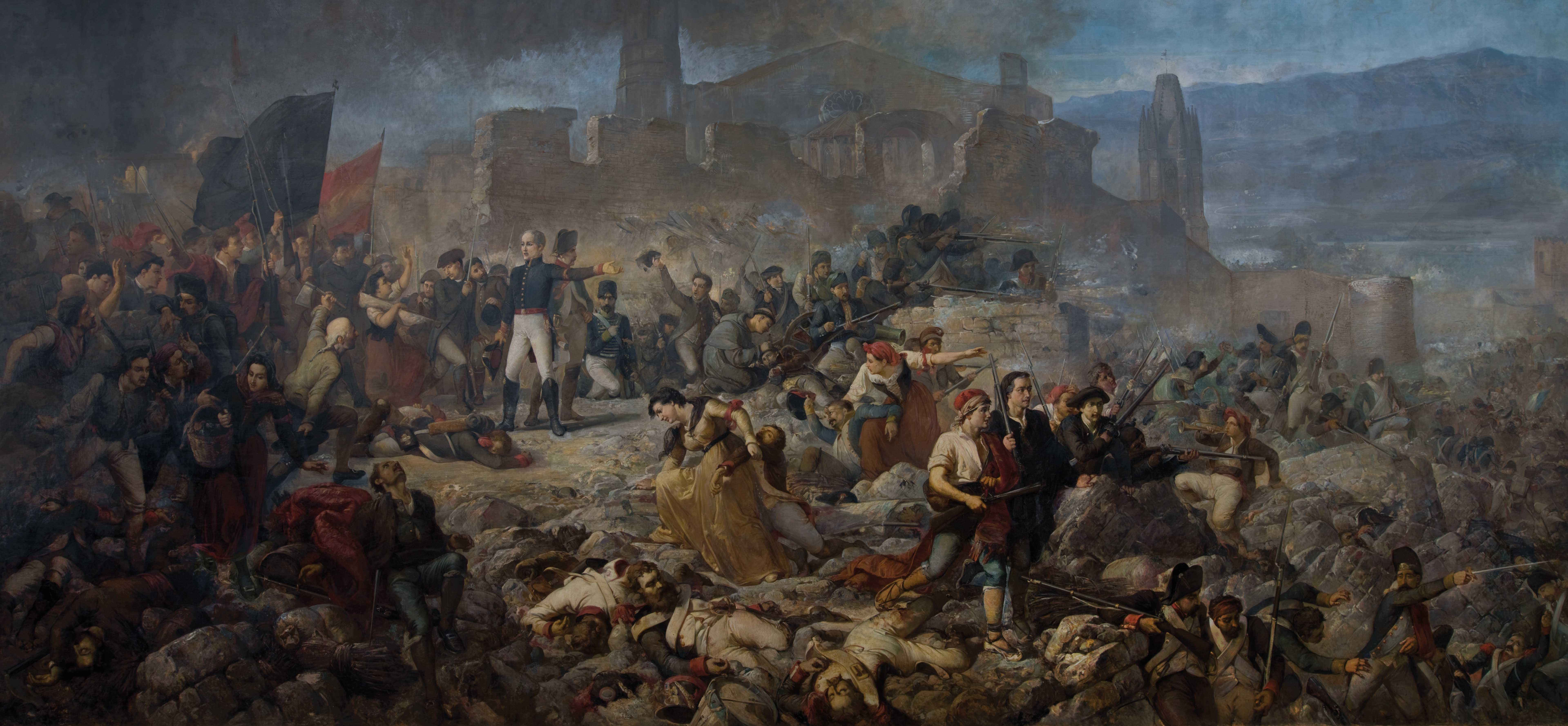
El gran dia de Girona de Ramón Martí Alsina (1864). La pintura representa la derrota dels francesos, vistos retrocedint pel turó cap a la dreta, al final de la batalla el 19 de setembre de 1809

L'èxit dels espanyols a l'hora de repel·lir l'atac del 19 de setembre va ser commemorat el 1864 per un quadre de Ramón Martí Alsina titulat “El gran dia de Girona”. Amb una mida aproximada de 5m per 11m, aquest gran quadre és propietat del Museu Nacional d'Art de Catalunya. El 14 de setembre de 2010 es va exposar permanentment a un auditori de la Generalitat de Catalunya a Girona.

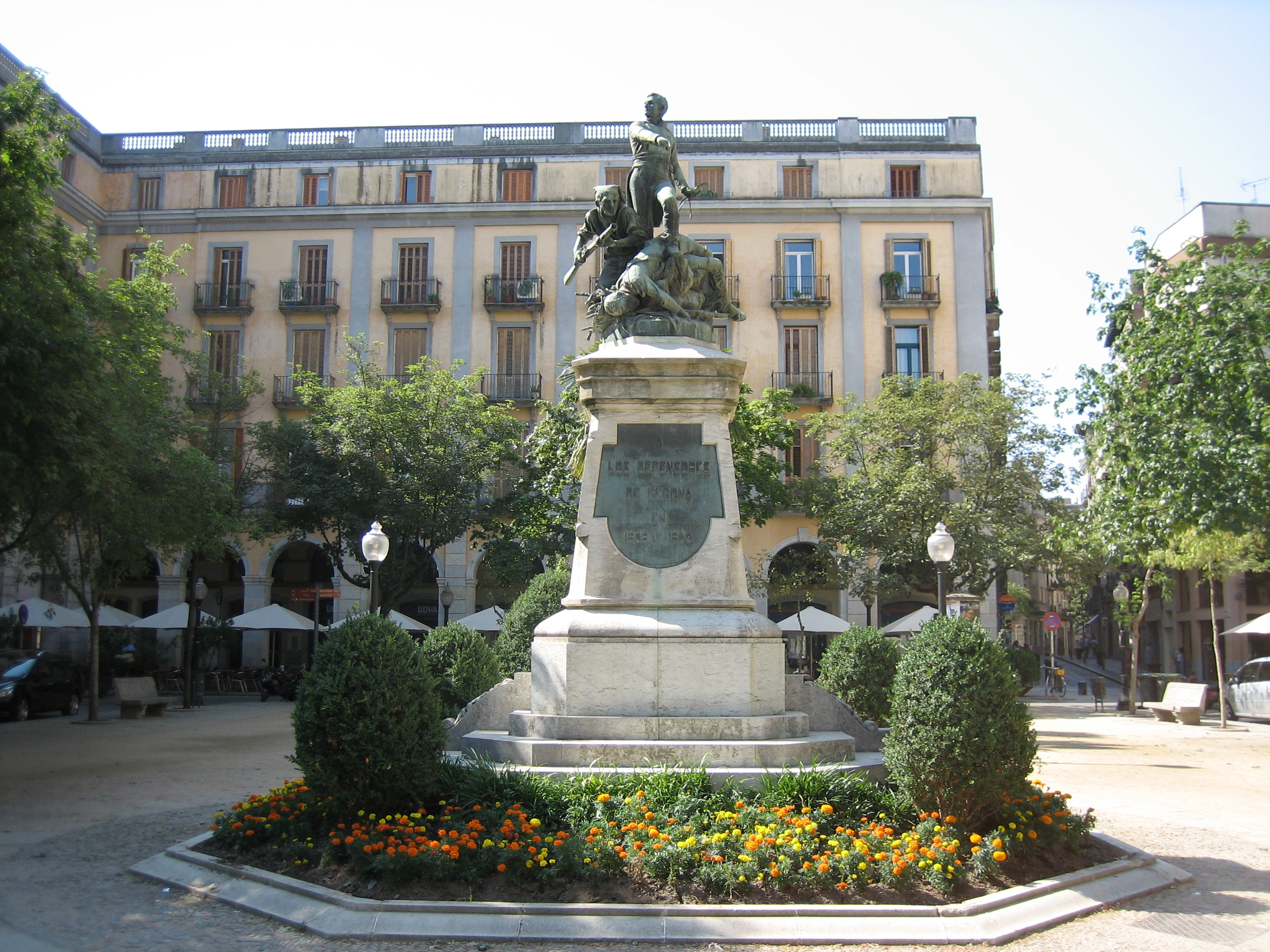
Plaça de la independència

A Girona avui, la plaça de la Independència, és una plaça del poble que homenatja els defensors de Girona durant aquesta guerra. Un monument al centre de la plaça està dedicat a aquests defensors. Situat al barri del Mercadal, és un dels llocs més coneguts i concorreguts de Girona.
Després de la caiguda de Girona, el general Joseph Souham rebé l'ordre de dispersar les desmoralitzades forces patriotes en retirada i els nous contingents que havien resultat d'una lleva en massa decretada per Joaquín Blake a principis de desembre d'aquell any, i Guillaume Philibert Duhesme es decidí a fer fora els espanyols d'Hostalric, Lleida i Tarragona.